# Xinfeng (Hsinchu)
Xinfeng (chinesisch 新豐鄉, Pinyin Xīnfēng xiāng, Hakka: Sîn-fûng-hiông / Sinˋ fungˋ hiongˋ, taiwanisch: Sin-hong-hiong) ist eine Landgemeinde des Landkreises Hsinchu in der Republik China (Taiwan).

## Lage und Beschreibung

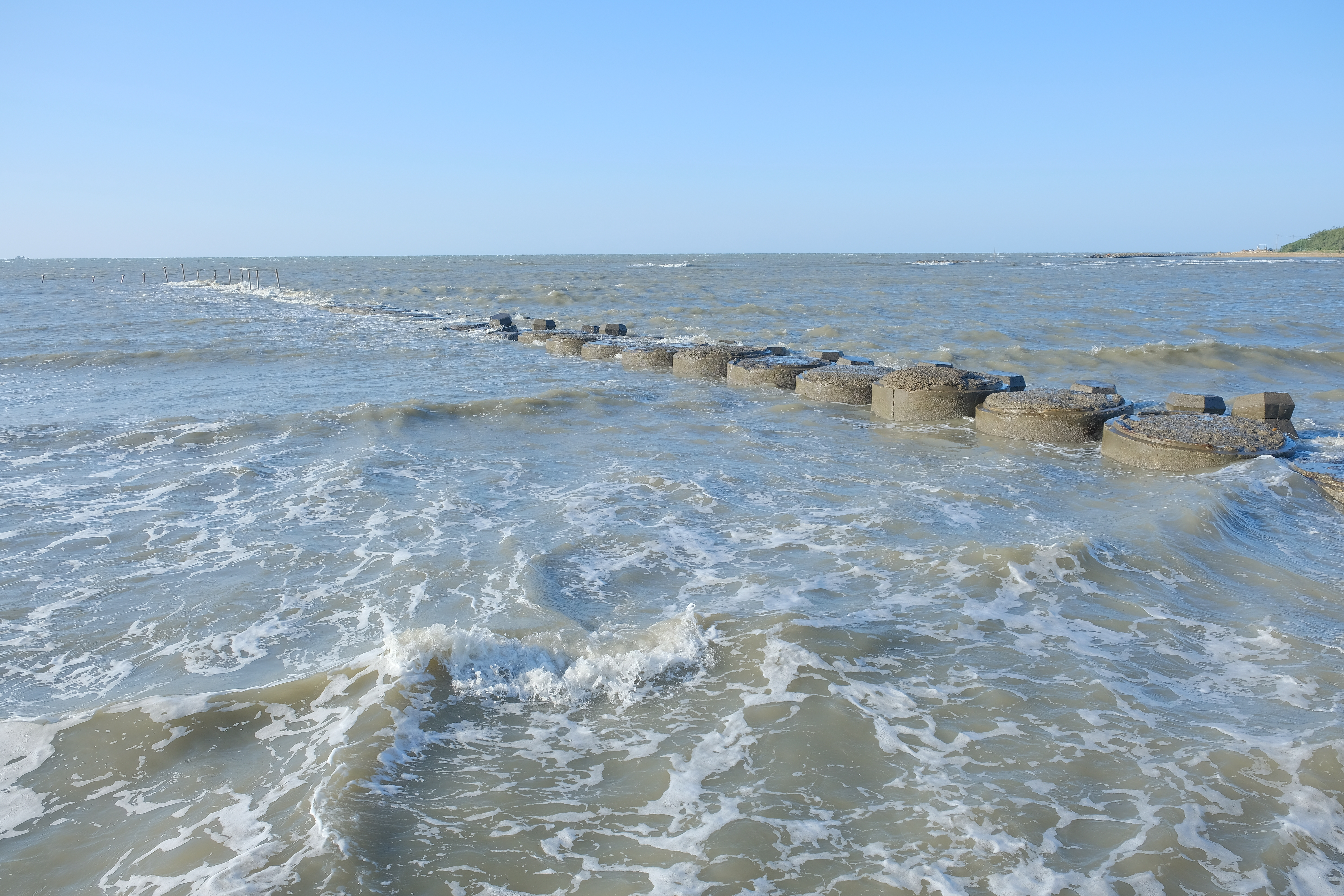
Küste nahe dem Fengkeng-Hafen

Xinfeng liegt am nordwestlichen Ende des Landkreises Hsinchu. Die Gemeinde hat grob die Form eines leicht von Nordost nach Südwest ausgerichteten Rechtecks. Im Westen grenzt Xinfeng an die Taiwanstraße, im Norden an die Stadt Taoyuan, im Osten an Hukou und im Süden an Zhubei.
Mit mehr als 59.000 Einwohnern war Xinfeng im Oktober 2024 die viertgrößte Landgemeinde (鄉) Taiwans. Die größten nach ihrer Abstammung unterschiedenen Bevölkerungsgruppen Taiwans – Hoklo, Hakka und Waishengren machen ungefähr je ein Drittel der Bevölkerung aus.
Der Fluss Kantou (崁頭溪) durchfließt Xinfeng von Ost nach West. Im Norden grenzt die Gemeinde an den Fluss Fuxing (福興溪).
In Xinfeng befindet sich die private Minghsin-Universität für Naturwissenschaft und Technik (MUST, 明新科技大學 Mingxin Keji Daxue).

## Geschichte

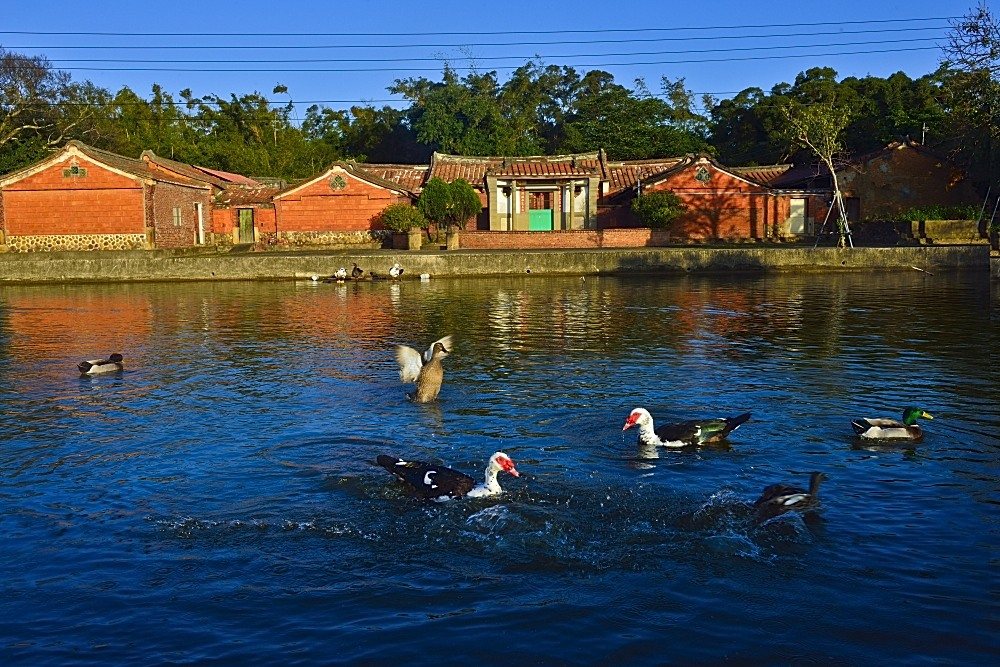
Traditionelles Familienanwesen in Xinfeng

Ausgangspunkt der Besiedlung des Gebiets von Xinfeng war der „Hafen der Rothaarigen“, taiwanisch: Âng-mn̂g-káng (紅毛港, Pinyin: Hongmaogang), der seinen Namen dadurch erhielt, dass die Niederländer während ihrer Präsenz auf Taiwan im 17. Jahrhundert hier einen Landeplatz gehabt haben sollen.
Anfang des 18. Jahrhunderts begannen Einwanderer aus Fujian und Guangdong mit der Besiedlung der Gegend. Ein großer Teil von ihnen gehörte der Volksgruppe der Hakka an.
Während der japanischen Herrschaft über Taiwan wurde die Gegend erstmals als Landgemeinde unter dem Namen Hongmao zusammengefasst. Nach der Übernahme Taiwans durch die Republik China wurde der Ort 1950 in den neuen Landkreis Hsinchu eingegliedert. Da man den alten Namen inzwischen als zu grob empfand, änderte man ihn 1956 in Xinfeng (新豐), was „neue Fülle“ bedeutet und aus dem Schriftzeichen 新 („neu“) und dem zweiten Zeichen eines alten Siedlungsnamens 萃豐 (Cuifeng) konstruiert wurde.
Nachdem traditionell die Landwirtschaft den wichtigsten Wirtschaftszweig darstellte, änderte sich das Erscheinungsbild Xinfengs seit dem Ende des 20. Jahrhunderts mit der Ansiedlung von Industrie im Südosten der Gemeinde und im benachbarten Hukou (Hsinchu Industrial Park). Damit ging ein erhebliches Bevölkerungswachstum einher, bei dem sich die Einwohnerzahl zwischen 1981 (etwa 32.000) und 2024 (über 59.000) annähernd verdoppelte.

## Verkehr und Wirtschaft

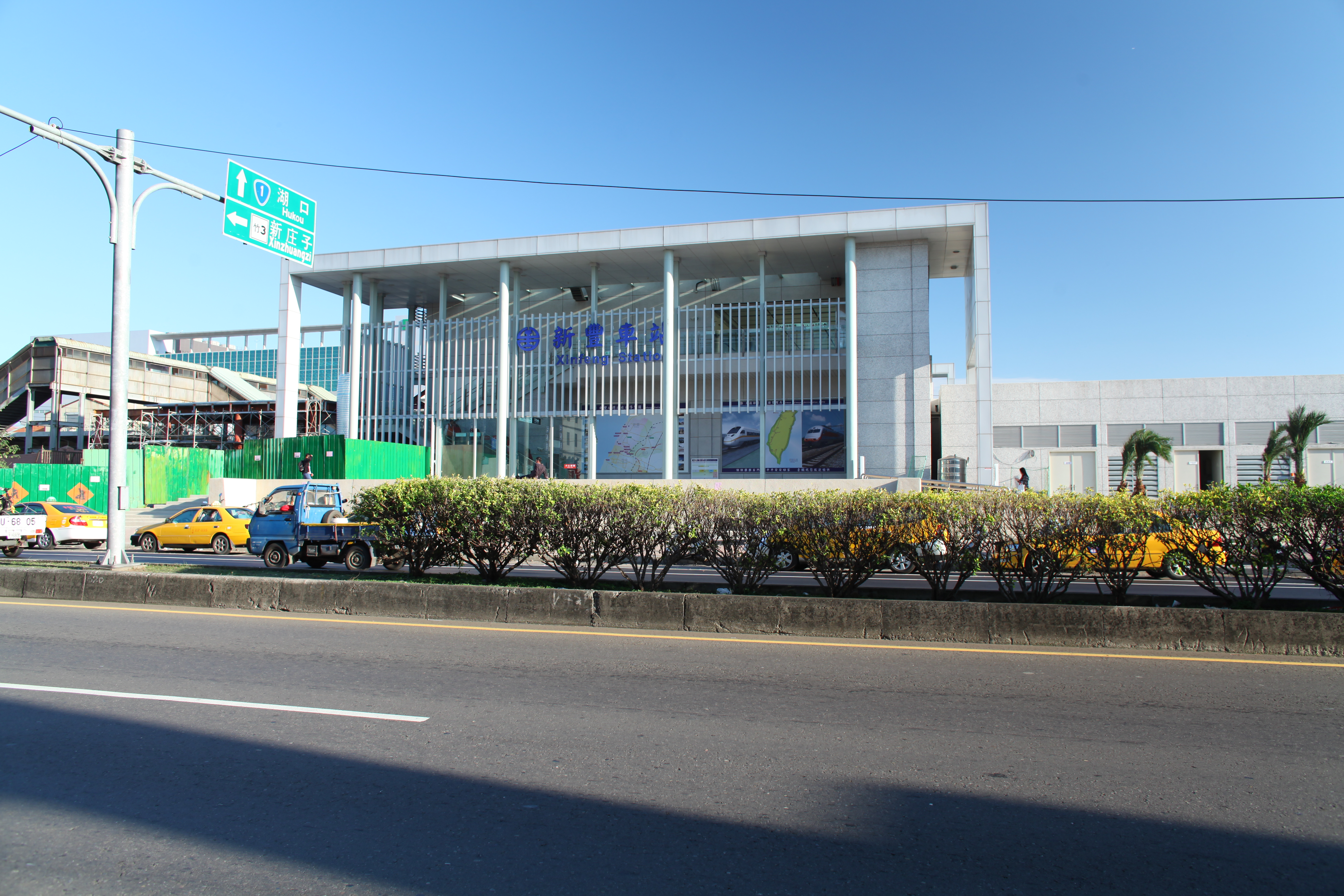
Der Bahnhof von Xinfeng

Xinfeng ist mit einem Bahnhof an die Westliche Hauptlinie (縱貫線 Zongguanxian) der Taiwanischen Eisenbahn angebunden. Ferner durchlaufen die Provinz-Schnellstraße 61 und die Provinzstraße 15 die Gemeinde entlang der Küste von Norden nach Süden. Im Norden verbindet die Kreisstraße 117 Xinfeng mit dem benachbarten Hukou. Im Südosten streift die Provinzstraße 1 die Gemeindegrenze und noch etwas weiter östlich verläuft die Autobahn Nationalstraße 1 in Hukou. Xinfengs Öffentlicher Nahverkehr besteht aus Buslinien.
Landwirtschaft ist im Norden und Westen der Gemeinde immer noch von Bedeutung. Zu den bekanntesten Erzeugnissen gehören Reis, Süßkartoffeln, Erdnüsse, Wassermelonen, Cantaloupe-Melonen und Enteneier (Soleier). Daneben werden in zahlreichen Teichen Aquakultur und an der Küste Fischerei betrieben. Gefangen werden u. a. Spanische Makrelen, Medusenfische, Larimichthys crocea, Echter Bonito und Meerbrassen.
In unmittelbarer Nähe Xinfengs und seines Bahnhofs liegt im benachbarten Hukou der Hsinchu Industrial Park (新竹工業區). In der südlichen Nachbargemeinde Zhubei befindet sich zudem der Biomedical Science Park (生醫園區), ein Teilpark des Hsinchu-Wissenschaftsparks (新竹科學園區). Viele Einwohner Xinfengs sind in diesen Parks beschäftigt.

## Kultur und Sehenswürdigkeiten

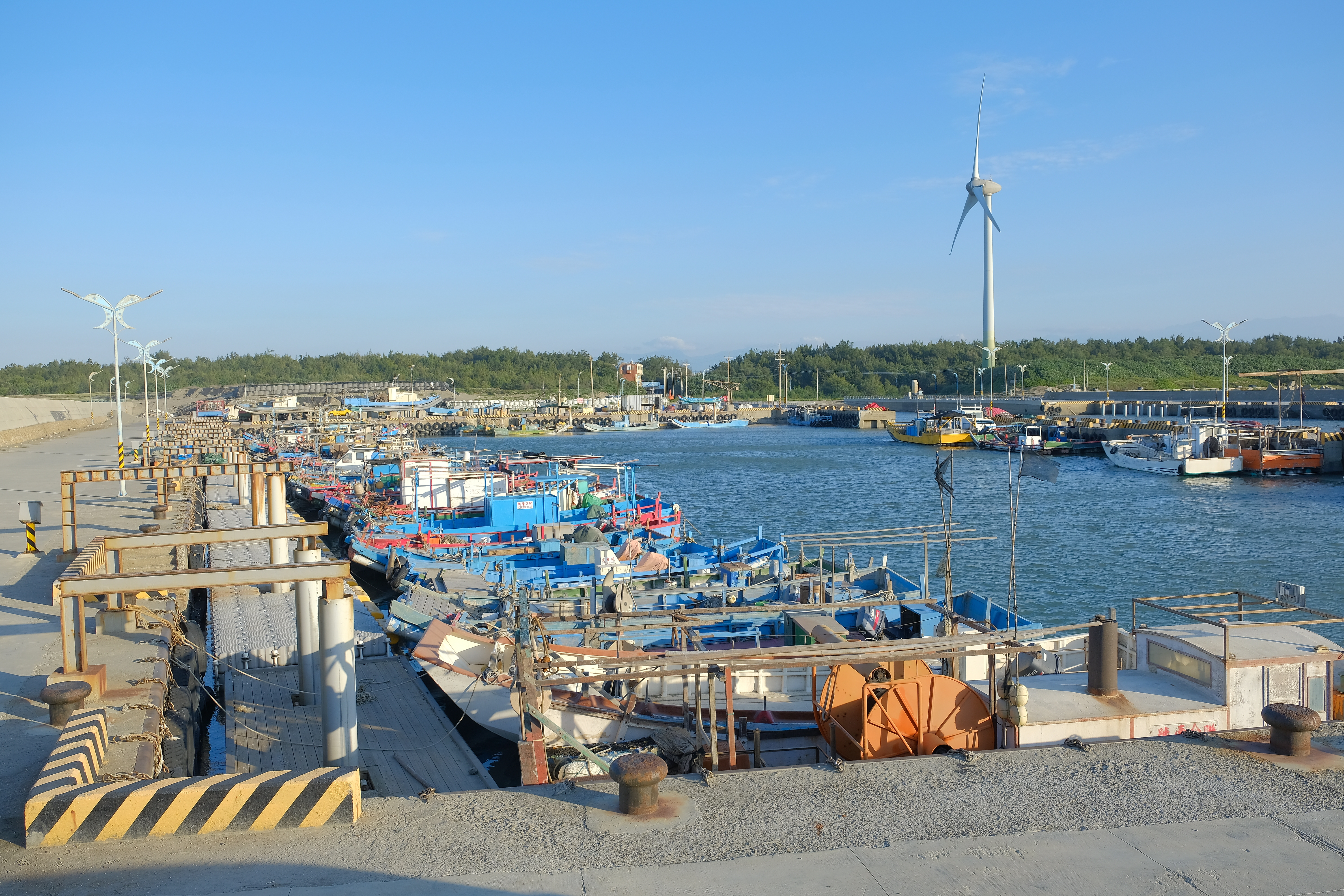
Der Potou-Fischerhafen

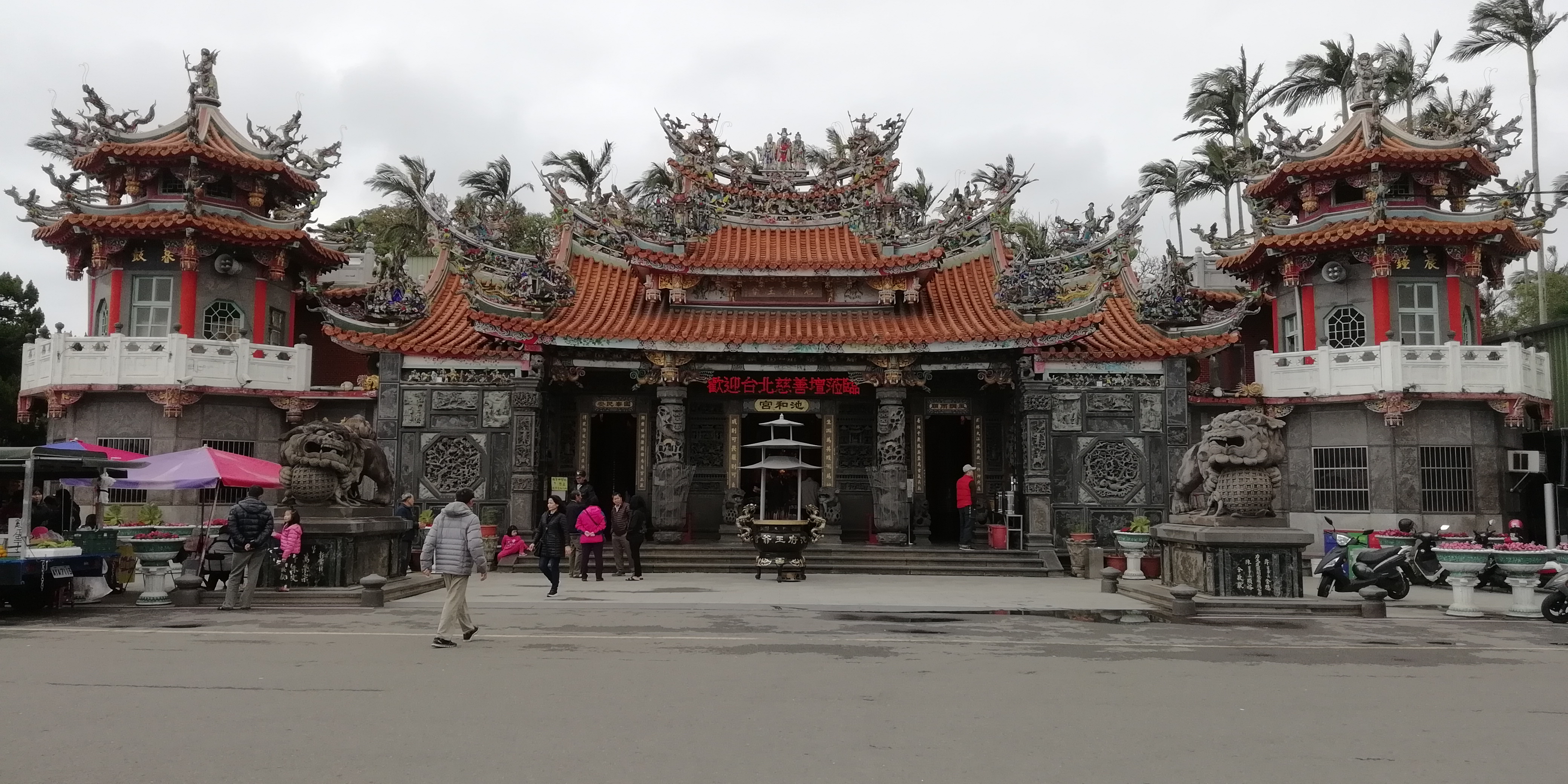
Der Chihe Gong

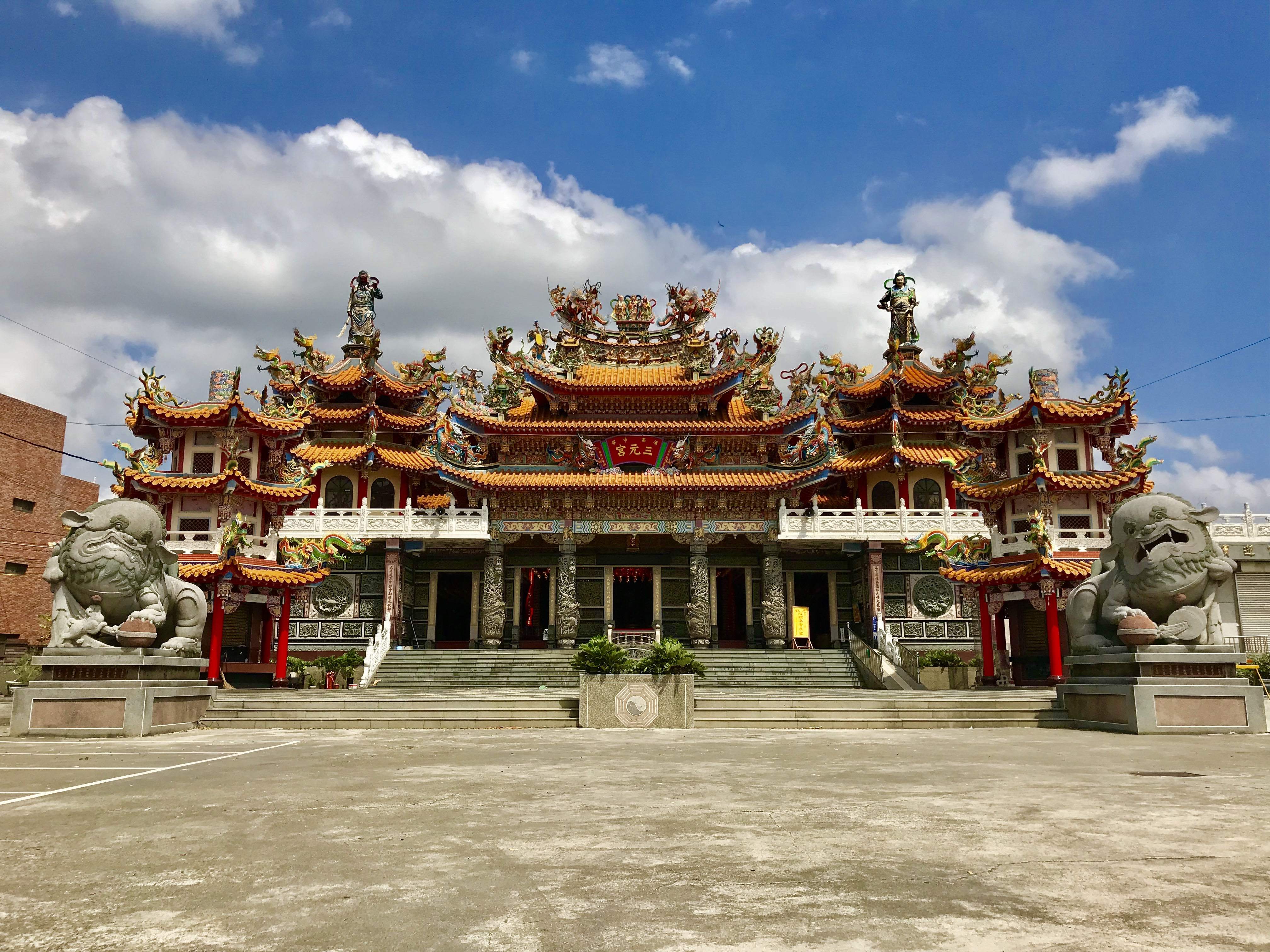
Der Sanyuan Gong

Im Norden der Gemeinde liegt der Fischereihafen Potou (坡頭漁港 Potou Yugang), von dem die Fischer täglich ausfahren und deren Fische in die nordtaiwanischen Städte geliefert oder im Hafen an Besucher verkauft werden. An der Küste nahe dem alten Hafen Hongmaogang befindet sich ein Mangroven-Feuchtgebiet, in das man Ausflüge unternehmen kann und wo man Vögel, Krabben und Fische beobachten kann.
Unweit des Bahnhofs gibt es den Little Ding-Dong Science Theme Park (小叮噹科學主題樂園 Xiao Dingdang Kexue Zhuti Leyuan), einen Freizeitpark für die ganze Familie rund um die Themen Naturwissenschaft und Technik.
Xinfeng beherbergt eine Reihe daoistischer und buddhistischer Tempel. Im 1776 gegründeten Chihe Gong (池和宮) wird als Hauptgottheit Chi Fu Wangye (池府王爺), Chi Mengbiao (池夢彪) verehrt. Ein religiöses Zentrum der lokalen Hakka-Gemeinschaft ist der Xinan Zhonglun Sanyuan Gong (溪南中崙三元宮), der den drei Göttern Sanguan Dadi (三官大帝) gewidmet ist.